# Asbolomma brevipenne
Asbolomma brevipenne är en insektsart som beskrevs av Max Beier 1962. Asbolomma brevipenne ingår i släktet Asbolomma och familjen vårtbitare. Inga underarter finns listade i Catalogue of Life.